# 悉尼大西區
悉尼大西區或稱“大西雪梨”是澳大利亞新南威爾士州首府悉尼西端的一個區域，由13個地方政府所組成，包括黑鎮市、藍山市、康頓議會、金寶鎮市、坎特伯雷-賓士鎮、費菲市、霍克斯伯里市、希爾斯郡、利物浦市、巴拉馬打市、彭里斯市和臥龍迪利郡。

## 範圍

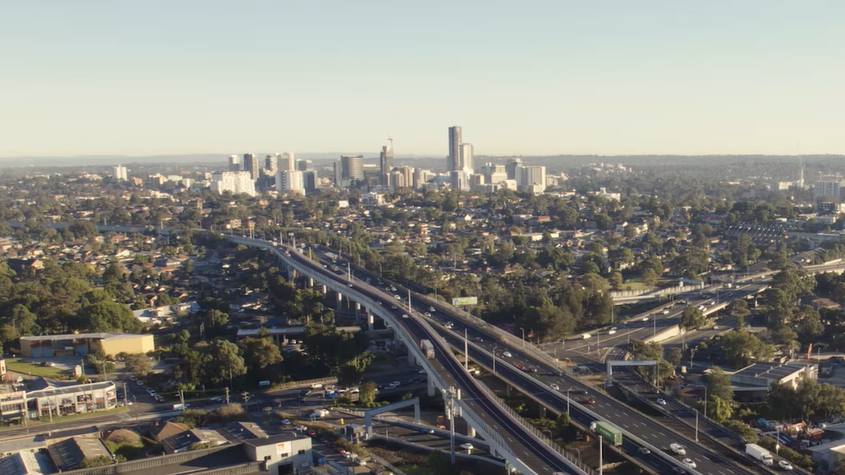
巴拉馬打天際綫

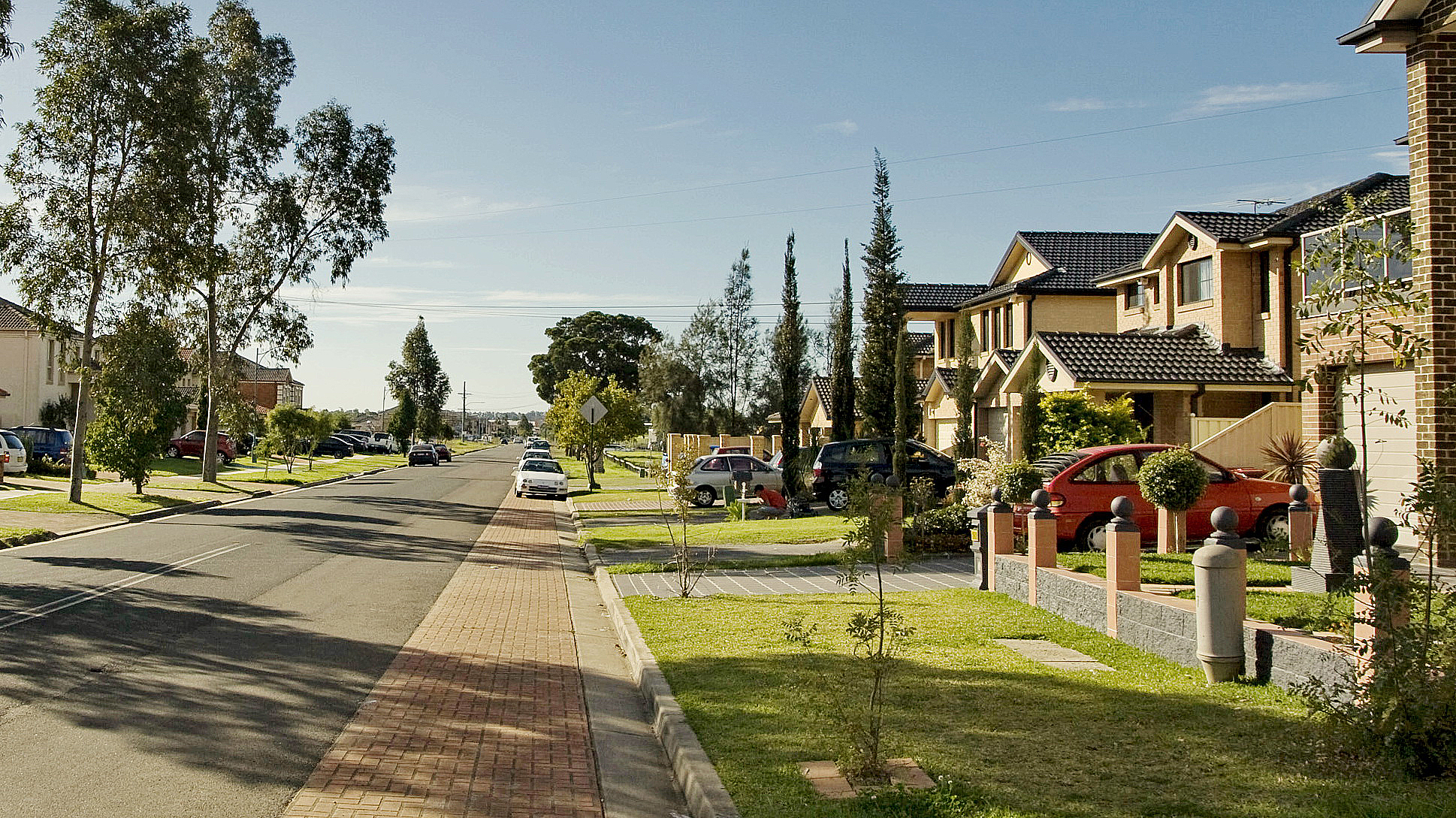
普萊斯頓（Prestons）的城郊住宅區

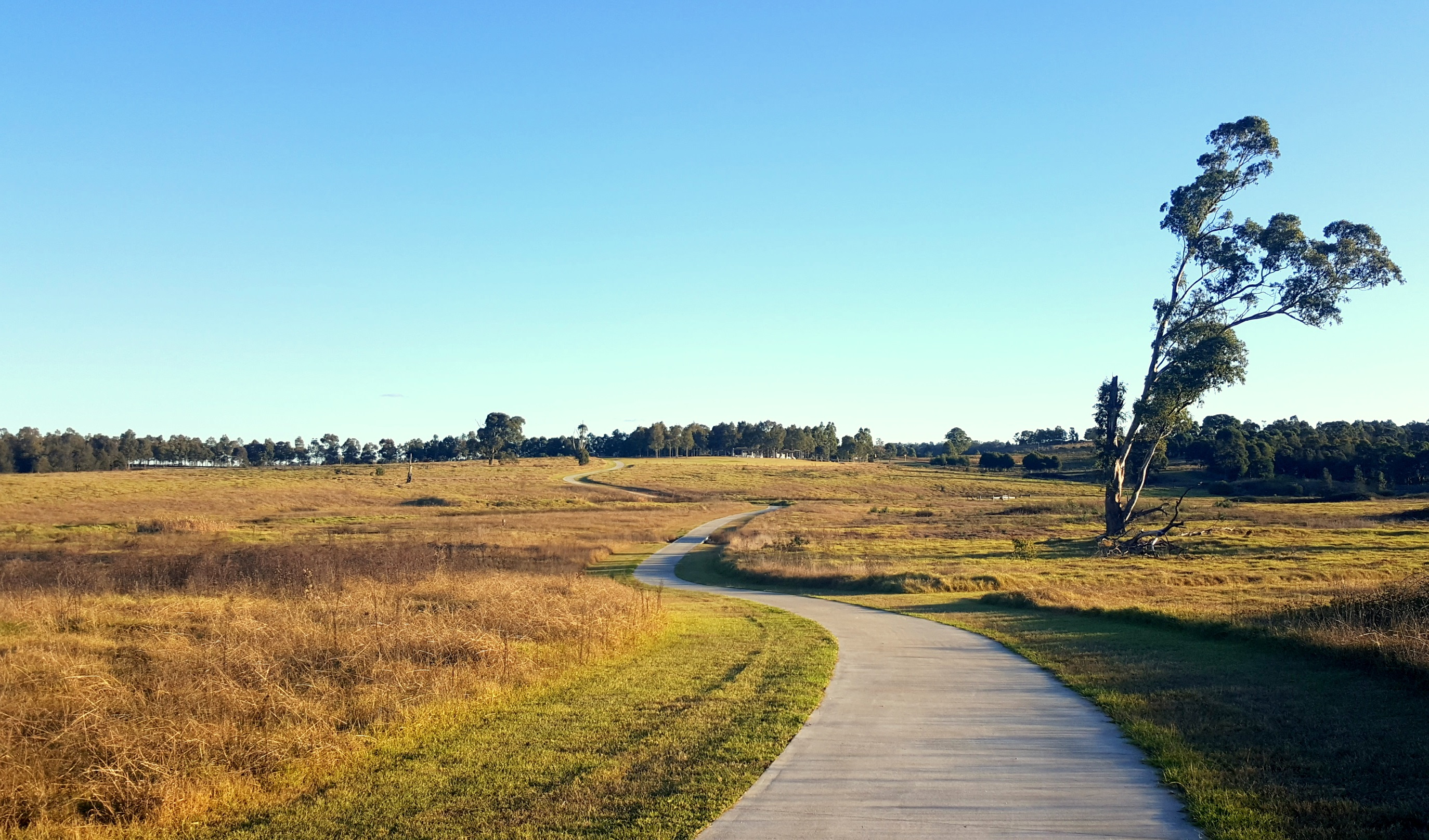
西雪梨地區公園

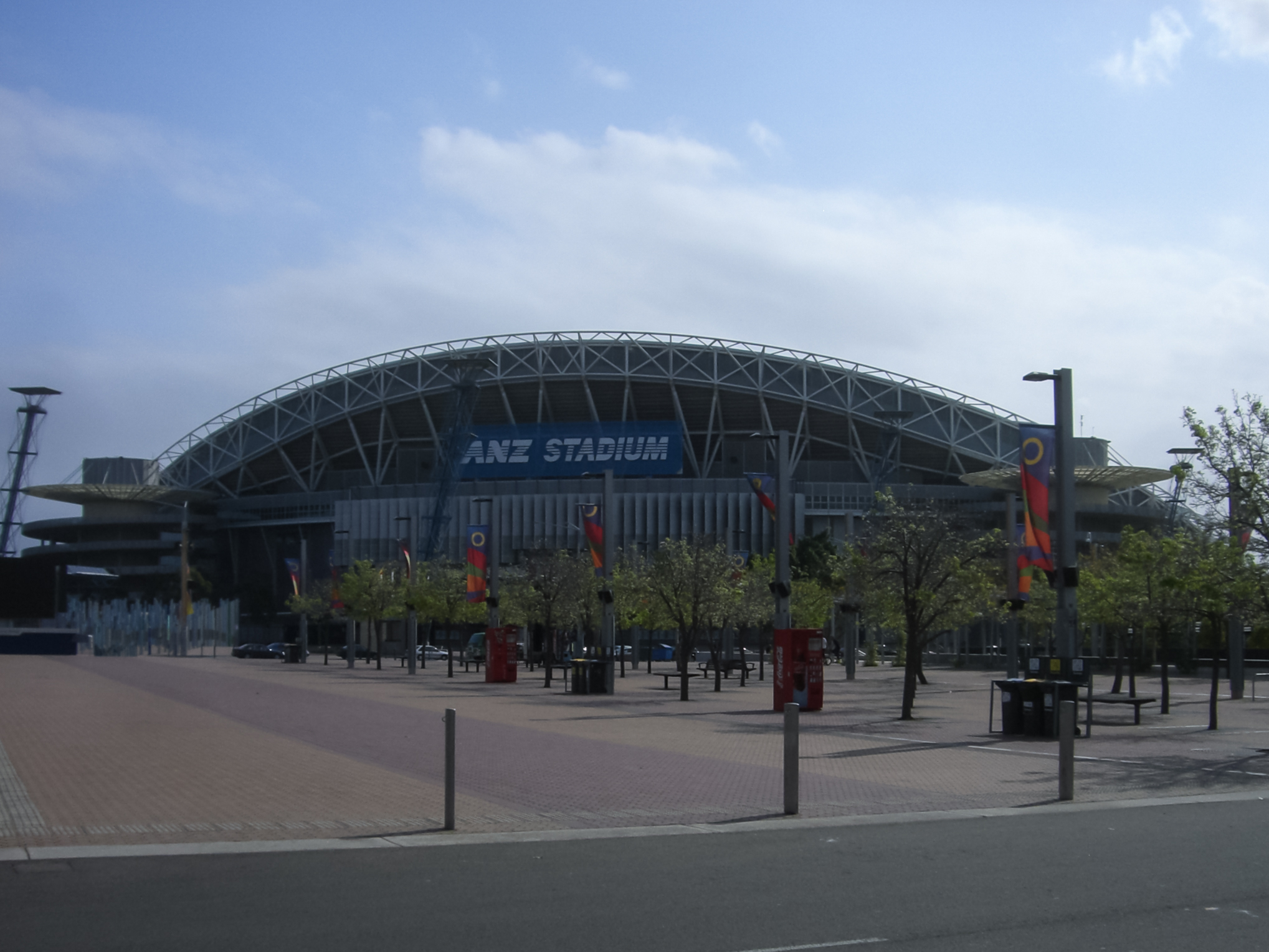
澳洲體育場

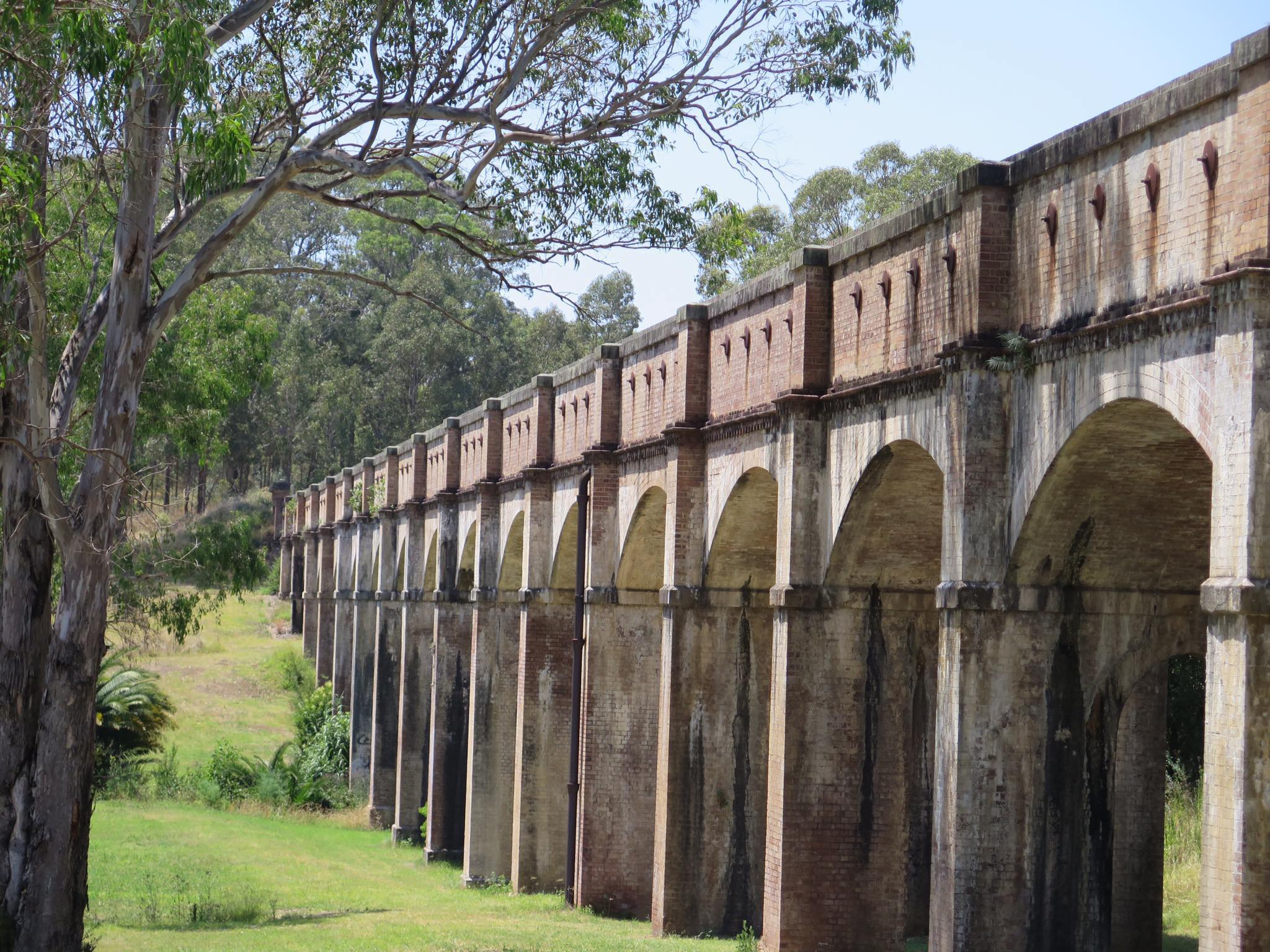
卜斯鎮水渠（Boothtown Aqueduct）

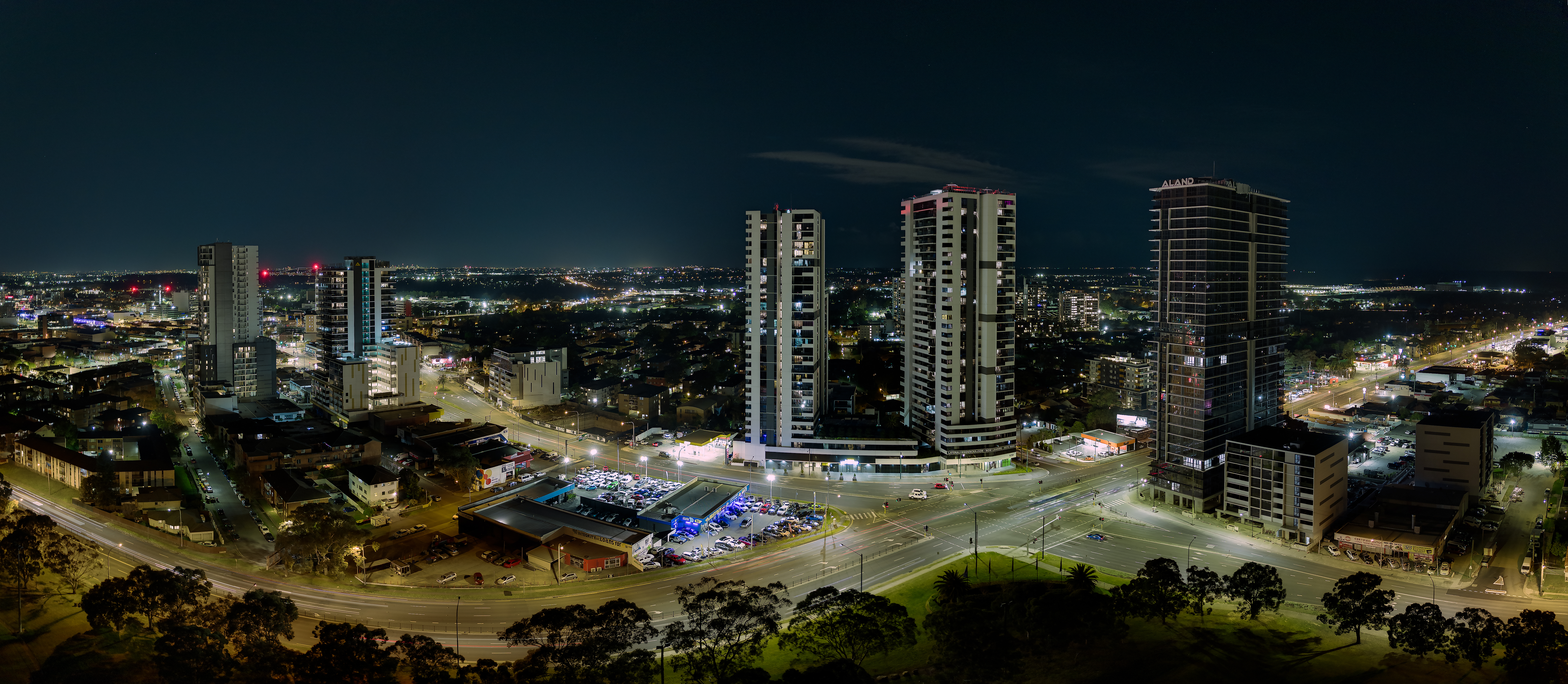
利物浦夜景

通常所稱的“西雪梨”或“悉尼西區”（Western Sydney）是指位於北區、内西區和南區以西的都會區。所謂的“大”西區（Greater Western Sydney）指的是包括更西面的半城鎮化地區。地理上，悉尼市中心往南、北都有水系和山丘阻礙城市化擴張，往西則有較大的平原地區，直到藍山山脚。因此，20世紀下半葉悉尼的城市化進程主要往西推進，在到達藍山山脚後再往西北、西南發展。到二十一世紀，大西區已成爲悉尼大都會地區面積最大、人口最多的地區。
西雪梨的東端是位於康寳樹灣（Homebush Bay）西南岸的奧林匹克公園，這裏是2000年奧運會的主場館。巴拉馬打河的狹窄上游河段在此結束，隨著數條溪流匯入，往東去的下游河道變成較寬的潮汐河灣，並最終成爲悉尼港。在此段巴拉馬打河兩岸有一系列人口稀少的公園、自然保育區、工業區和鐵路及物流設施，這些分隔區域以東一般稱爲北區（Northn Sydney）（河北岸）和内西區（Inner West）（河南岸）。奧林匹克公園以西，沿河北上七公里左右的地方，是西區傳統上的行政、商業中心巴拉馬打（Parramatta），是1788年建立的悉尼的第二中心。巴拉馬打河可以通航的河段在巴拉馬打結束，悉尼的客運渡船網絡最西站就在巴拉馬打。巴拉馬打以北有大片的較近開發的住宅區以及工業、商業設施，稱爲“西北區”(Northwest），西北區的東段由於多丘陵而且區名大多稱爲某“丘”，因此稱爲“丘陵區”（Hills District）。位於西北區邊緣的溫莎鎮（Windsor）是保存完好的歷史小鎮。
巴拉馬打附近的哈里斯園（Harris Park）是澳大利亞全國範圍内公認的“小印度”，其印度裔居民和印度教信徒都是全國第一，有大量的印度飲食店。從巴拉馬打出發，大西公路（Great Western Highway）一直往西直到藍山脚下，越過内平恩河（Nepean River）後開始迂迴攀上藍山。大西公路沿綫的黑鎮（Blacktown）、彭里斯（Penrith）等都是西區的重要市鎮。
西區的另一條重要公路是休姆公路（Hume Highway），從内西區的西南角穿過由鐵路和物流設施構成的分隔區域後，往西南方向經過另兩個重鎮賓士鎮（Bankstown）、卡布拉馬打（中文俗稱“卡市”）（Cabramatta）和利物浦（Liverpool）。卡市及其附近的幾個區是越南華裔和越南裔聚居區，卡市中心有別具特色的中式牌坊。沿著休姆公路再往南的其他城鎮包括具有鄉村小鎮風格的金寶鎮（Campbelltown）和康頓（Camden）。金寶鎮附近的地區稱爲“麥克阿瑟”（Macarthur）地區。這一段休姆公路以西的地區原為農田，較近開發為大片的新住宅區。在建的西悉尼機場就在這一地區。

## 市鎮
西區傳統上的行政、商業中心是巴拉馬打（Parramatta），原是是1788年英國殖民者在澳大利亞大陸建立的第二個殖民點，現在也是州和聯邦政府在新州的第二大行政、司法中心，澳大利亞第六大的商業區。

## 經濟和人口
大西區總體是澳大利亞第三大的經濟區（位列悉尼和墨爾本市中心之後），面積5800平方公里，是全澳人口增長最快的地區之一：根據2021年人口普查為2,620,162。西區有衆多的少數族裔地區，其中38%的人口操非英語的語種，這一比例在一些區高達90%。大西區擁有全國人口的9%、悉尼大都會區人口的44%。人口大多屬工人階層，主要從事重工業（heavy industries）和技術職業（vocational trade）。

## 體育
大西區有各種體育項目的專業隊。新州觀衆最多的體育項目是聯盟式橄欖球，在大西區有四個參加全國聯賽（National Rugly League）的俱樂部：坎特伯雷-賓士鎮鬥牛犬隊（Canterbury-Bankstown Bulldogs）、巴拉馬打鰻魚隊（Parramatta Eels）、彭里斯黑豹隊（Penrith Panthers）和西區虎隊（Wests Tigers）。以維州爲中心的澳洲規則橄欖球聯賽有一個球隊以大西區命名：大西雪梨巨人隊（Greater Western Sydney Giants）。英式足球的甲級聯賽（A-League）的西雪梨流浪隊（Western Sydney Wanderers）和麥克阿瑟隊（Macarthur FC）。而在聯合式橄欖球全國錦標賽中則有大雪梨公羊隊（Greater Sydney Rams）。其他在板球、棒球、冰球、無籃板籃球等也有代表隊。
位於大西區東端的雪梨奧林匹克公園是為2000年奧運會建造的體育場館區域，用於舉辦大型的各種足球賽、網球賽、車賽等。此外在巴拉馬打等地也有較大的專業球場。

## 教育
- 西悉尼大學（西雪大，UWS）是大西區的主要高等學府，有多個校區。西雪大是全球排名前300以内的大學，2021年在澳大利亞全國排名第18。[4]
- 新州技术与继续教育学院(TAFE）在西悉尼有數個校區。
- 悉尼大學（雪大）的康頓和坎伯蘭校區（主要是護理、獸醫系）位於大西區。
- 澳大利亞體育學院（Australian College of Physical Education）位於大西區。

## 外部連結
- Centre for Western Sydney （页面存档备份，存于）
- Centre for Western Sydney's statistical service （页面存档备份，存于）
- Western Sydney demographic profile （页面存档备份，存于）
- NSW Government's Office of Western Sydney
- Western Sydney Regional Organisation of Councils (WSROC) （页面存档备份，存于）
  - WSROC Regional Profile （页面存档备份，存于）
- Macarthur Regional Organisation of Councils (MACROC) （页面存档备份，存于）
- SYDNEY.com – Sydney-West （页面存档备份，存于）
- Gabrielle Gwyther. . Dictionary of Sydney. 2008  [29 September 2015]. （原始内容存档于2022-10-16）. [CC-By-SA]
- Centre for Western Sydney at Western Sydney University （页面存档备份，存于）